# North Blvd
North Blvd è un film del 2018, diretto da Amy Esacove.
Il film è la versione estesa di un cortometraggio omonimo del 2011 diretto dalla stessa regista e con gli stessi attori.

## Trama
Dopo essere cresciuta in una famiglia adottiva abusiva, la giovane Bethany Ivanhoe si mette alla ricerca dei suoi genitori naturali dando così inizio ad un'avventura che cambierà la sua vita.